# Botswana na Letních olympijských hrách 2008
Botswana se účastnila Letní olympiády 2008. Ve třech sportech ji zastupovalo 11 sportovců. Žádné medaile ale nezískali.

## Sportovci

### Atletika
- 200 m, muži: Fanuel Kenosi
- 400 m, muži: Gakologelwang Masheto
- 400 m, ženy: Amantle Montshoová
- 800 m, muži: Onalenna Baloyi
- marathon, muži: Ndabili Bashingili
- skok daleký, muži: Gable Garenamotse
- skok vysoký, muži: Kabelo Kgosiemang

### Box
V boxu se nejdále dostal Khumiso Ikgopoleng, který ve čtvrtfinále podlehl Enchbatyn Badar-Úganovi z mongolské reprezentace. Do něj se dostal poté, co byl jeho osmifinálový souboj ukončen rozhodčím kvůli zraněnému nosu jeho soupeře Hicham Mesbahiho z Maroka za stavu 8-3 pro Mesbasiho.
- bantamová váha: Khumiso Ikgopoleng
- pérová váha: Thato Batshegi

### Plavání
- 50 m volný způsob, muži: John Kamyuka
- 50 m volný způsob, ženy: Samantha Paxinosová